# カール＝ヴィルヘルム・フォン・シュリーベン

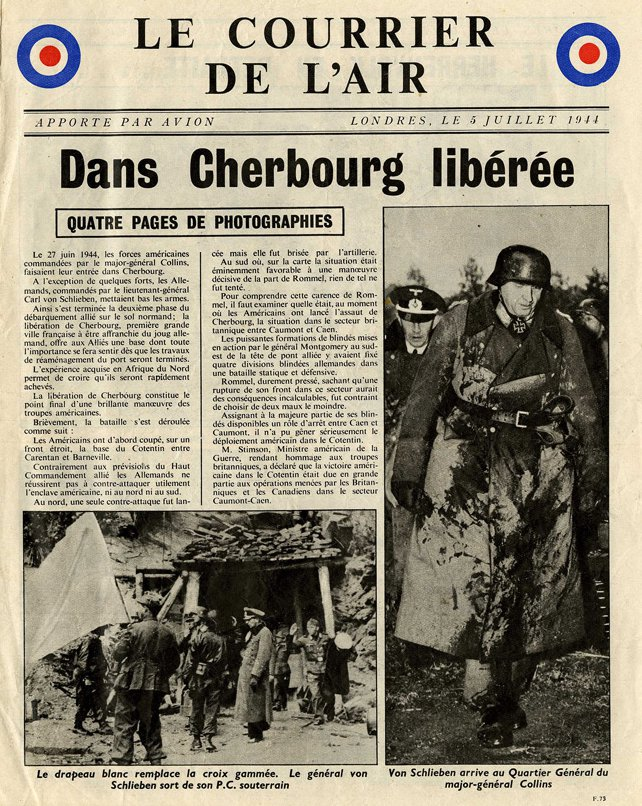
シェルブール解放を伝える連合国軍の伝単。右の写真がフォン・シュリーベン将軍である。

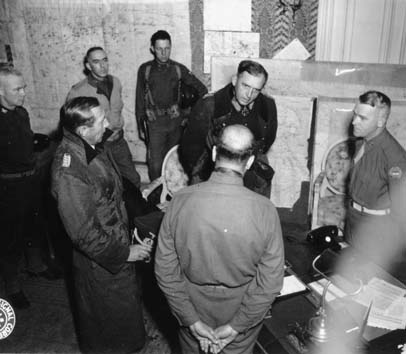
ヘネッケ提督（左）と共に連合国軍に投降したフォン・シュリーベン将軍（中央）。背を向けている人物は米陸軍のコリンズ将軍。（1945年、シェルブール）

カール＝ヴィルヘルム・フォン・シュリーベン（Karl-Wilhelm von Schlieben, 1894年10月30日 - 1964年6月18日）は、ドイツの軍人。騎士鉄十字章受章者。最終階級は中将。

## 経歴

### ドイツ帝国
1894年、アイゼナハにて生を受ける。父ヴィルヘルム・フォン・シュリーベン少佐はプロイセン陸軍第83予備歩兵連隊の連隊長だったが、第一次世界大戦勃発直後に戦死している。カール＝ヴィルヘルム・フォン・シュリーベンは父の死を受けて陸軍に志願入隊した。1914年8月11日、候補生（Fahnenjunker）として第3近衛歩兵連隊に配属される。1915年1月9日に士官候補生（Fähnrich）、同年3月3日に少尉へと昇進し、秋頃から中隊長として勤務する。その後は隊付副官（Adjutant）や将官付副官（Ordonnanzoffizier）などの役職を務める。1914年と1916年には前線で負傷している。1917年1月27日、第3近衛歩兵連隊にて大隊付副官に任命される。1918年春、第60軍団（Generalkommando 60）の司令官付副官に任命される。

### ヴァイマル共和国
敗戦後の1919年1月1日、予備大隊（Reservebataillon）に所属を移す。同年10月1日、ヴァイマル共和国軍の第29連隊（Reichswehrregiment 29）に配属される。1921年10月1日、第9（プロイセン）歩兵連隊第2大隊付副官に任命される。1924年、ブレスラウに駐屯していた第7（プロイセン）軽歩兵連隊（7. (Preußisches) Reiter-Regiment）に配属される。1925年4月1日、中尉に昇進。1929年4月1日、グリンマに駐屯していた第12（ザクセン）軽歩兵連隊（12. (Sächsisches) Reiter-Regiments）の第3騎兵中隊（3. Eskadron）の指揮官となる。同年10月1日、騎兵大尉（Rittmeister）に昇進。

### ナチス・ドイツ
第二次世界大戦勃発まで、シュリーベンはいくつかの連隊で参謀付副官などの役職を務めた。1938年までに中佐に昇進している。
開戦時、シュリーベンは第13軍団（XIII Armeekorps）の副司令官付副官を務めていた。1940年8月15日、第108防護連隊（Schützenregiments 108）の連隊長に就任し、1941年8月1日には大佐に昇進している。1942年7月20日、第4防護旅団（4. Schützen-Brigade）の旅団長となり、1943年2月1日から第208歩兵師団の師団長となる。同年3月17日、東部戦線における戦功から騎士鉄十字章を受章。同年4月1日、第18装甲師団の師団長に就任。同年5月1日、少将に昇進。同年12月12日、第709歩兵師団の師団長に就任。1944年5月1日、中将に昇進。同年6月23日、シェルブール要塞の司令官に就任。それから3日後の6月26日夜、シュリーベンは司令部での協議を経て要塞の降伏を決断した。シュリーベンは海軍側のノルマンディー防衛司令官ヴァルター・ヘネッケ海軍少将と共に、マントン・エディ少将指揮下の米第9歩兵師団に対して投降した。また、シュリーベンらと共にサン・ソヴェー（St. Sauveur）の地下壕に残っていた800名以上の将兵も投降している。その後、セルヴィニー（Servigny）の古城に設置されていたジョーゼフ・ロートン・コリンズ米陸軍少将の司令部において公的な降伏式典が行われた。

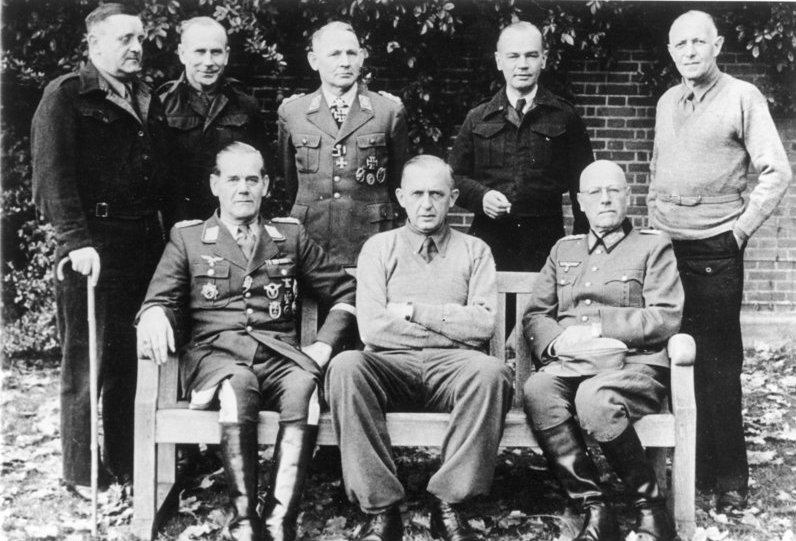
トレントパーク収容所で撮影されたドイツの将軍たち。前列中央がシュリーベン。（1944年11月）

### その後
当初、シュリーベンはアメリカ軍管理下の捕虜収容所に収容されていたが、1944年7月1日にイギリスの将官収容所であったトレントパーク収容所に移された。1945年8月9日、アイランド・ファーム収容所に移される。1947年10月7日、釈放の後にドイツへと送還された。1964年6月18日、西ドイツのギーセンにて死去。

## 受章
- 一級・二級鉄十字章（1914年版）[2]
- ブラウンシュヴァイク一級戦功十字章（ドイツ語版）[2]
- 黒色戦傷章（1918年版）[2]
- 一級・二級鉄十字章略称（1939年版）
- ドイツ十字章金章 - 1942年7月2日受章[3]
- 騎士鉄十字章 - 1943年3月17日受章 [3]